# Rue de la Chaussée
La rue de la Chaussée (en occitan : carrièra de la Paissièra) est une voie de Toulouse, chef-lieu de la région Occitanie, dans le Midi de la France.

## Situation et accès

### Description
La rue de la Chaussée relie le quartier Saint-Michel, dans le secteur 5 - Sud-Est, et le Carmes, dans le secteur 1 - Centre. Elle naît dans le prolongement de la partie sud du boulevard du Maréchal-Juin, au niveau d'un rond-point. Longue de 223 mètres, large de 12 mètres, elle est rectiligne et orientée au nord-est. Elle passe par un tunnel sous le pont Saint-Michel, puis un escalier permet de rejoindre les allées Paul-Feuga. Elle se termine au carrefour de l'avenue Maurice-Hauriou.
La chaussée compte une voie de circulation automobile dans chaque sens. Elle est définie sur toute sa longueur comme une zone 30 et la vitesse y est limitée à 30 km/h. De plus, elle est longée dans chaque sens par une bande.
Enfin, la rue de la Chaussée est parcourue par le sentier de grande randonnée 653 (GR 653), qui va d'Arles au col du Somport. Il se prolonge, au sud, par le chemin en bord de Garonne, le long de la digue du boulevard du Maréchal-Juin, et, à l'ouest, par l'avenue Maurice-Hauriou.

### Voies rencontrées
La rue de la Chaussée rencontre les voies suivantes, dans l'ordre des numéros croissants (« g » indique que la rue se situe à gauche, « d » à droite) :
1. Boulevard du Maréchal-Juin
2. Allées Paul-Feuga - accès piéton (d)
3. Avenue Maurice-Hauriou

## Patrimoine et lieux d'intérêt
- no  1 : maison Seube.  Inscrit MH (1981, façades et toitures ; escalier à balustres avec sa cage ; cheminées du rez-de-chaussée, du 1er et du 2e étage)[1] et  Patrimoine XXe siècle (2007). 
La maison bénéficie d'un emplacement remarquable : visible depuis le pont Saint-Michel, elle s'élève à l'angle des allées Paul-Feuga et de la rue de la Chaussée. Les plans semblent avoir été dressés par l'architecte Joseph Rocher, aidé du peintre Henri Rachou, et par la commanditaire elle-même, Mme Seube, et ses trois filles, anciennes élèves de l'école des Beaux-Arts de Paris. Elle forme un chef-d'œuvre de l'architecture éclectique de pastiche. À la suite d'un incendie en 1980, elle reste inhabitée pendant plusieurs années et y gagne une réputation de maison hantée. Elle est cependant inscrite à l'inventaire supplémentaire des monuments historiques et restaurée. 
La maison présente un plan en L. La différence de niveaux entre les allées Paul-Feuga et la rue de la Chaussée permet la mise en place d'un important niveau de soubassement en assises de brique et galet[2],[3],[4].